# Kork Ballington

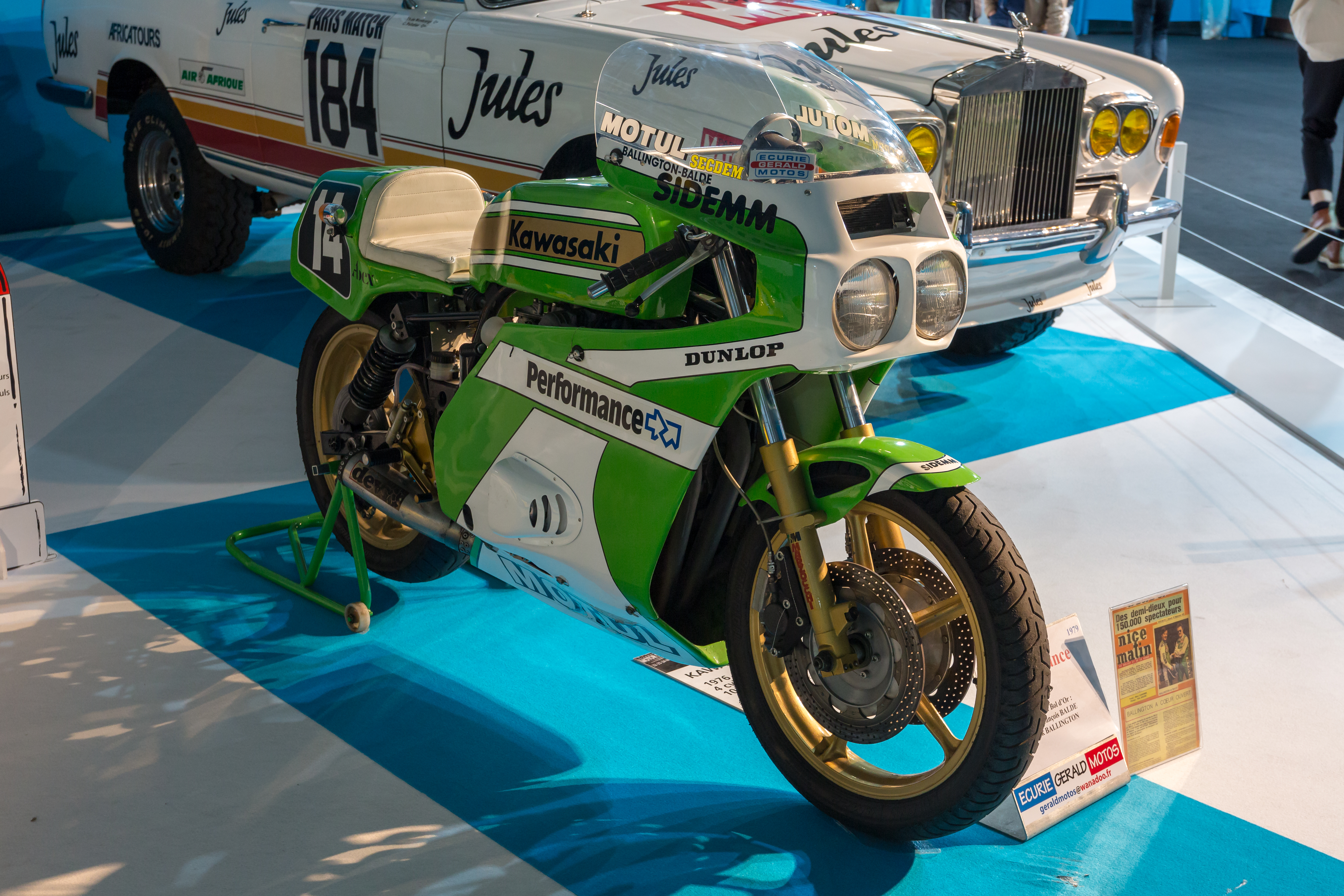
Kawasaki de l'équipe Ballington/Baldé, 7e au Bol d'or 1979.

Hugh Neville « Kork » Ballington (né le 10 avril 1951) est un ancien pilote de vitesse moto sud-africain originaire de Rhodésie, quatre fois champion du monde de vitesse moto.
Ballington a d'abord couru en Grande-Bretagne. Il a dans un premier temps piloté des Yamaha pendant plusieurs années avant de passer dans l'écurie d'usine Kawasaki. Il remporte les titres de champion de monde 250 cm3 et 350 cm3 en 1978 et 1979 sur Kawasaki. Kork vit aujourd'hui avec sa famille à Brisbane en Australie.

## Résultats en Grand Prix moto
| Année | Catégorie | Classement | Moto     | Victoires |
| ----- | --------- | ---------- | -------- | --------- |
| 1976  | 250 cm3   | 13e        | Yamaha   | 0         |
| 1976  | 350 cm3   | 12e        | Yamaha   | 1         |
| 1977  | 250 cm3   | 6e         | Yamaha   | 1         |
| 1977  | 350 cm3   | 5e         | Yamaha   | 2         |
| 1978  | 250 cm3   | 1er        | Kawasaki | 4         |
| 1978  | 350 cm3   | 1er        | Kawasaki | 6         |
| 1979  | 250 cm3   | 1er        | Kawasaki | 7         |
| 1979  | 350 cm3   | 1er        | Kawasaki | 5         |
| 1980  | 250 cm3   | 2e         | Kawasaki | 5         |
| 1980  | 500 cm3   | 12e        | Kawasaki | 0         |
| 1981  | 500 cm3   | 8e         | Kawasaki | 0         |
| 1982  | 500 cm3   | 9e         | Kawasaki | 0         |